# Saul (Gloucestershire)
Saul – wieś w Anglii, w hrabstwie Gloucestershire. Leży 13 km na południowy zachód od miasta Gloucester i 158 km na zachód od Londynu.